# José Luis Tejada Sorzano
José Luis Tejada Sorzano (La Paz, Bolivia; 12 de enero de 1882-Arica, Chile; 4 de octubre de 1938) fue un abogado y político boliviano, designado presidente de Bolivia por una revuelta militar lo que se dio como el primer golpe de Estado en Bolivia durante la guerra del Chaco.

## Biografía
José Luis Tejada nació en la ciudad de La Paz el 12 de enero de 1882, hijo del coronel Napoleón Tejada y de Josefa Ruiz de Sorzano y Mendoza. A través de su madre descendía del segundo conde de Alastaya y fue heredero de varias propiedades en el valle de Moquegua que fueron parte de un mayorazgo desde 1769.
Comenzó sus estudios primarios en 1889 y los estudios secundarios en 1897 saliendo bachiller el año 1900. Continúo con sus estudios superiores ingresando a la facultad de derecho de la Universidad Mayor de San Andrés, graduándose como abogado el año  1905 para todo entonces empezó a seguir su vida. 
Según algunas últimas investigaciones realizadas por historiadores, demuestran que durante su juventud, Tejada Sorzano jugaba en 1903 en el equipo de fútbol paceño del Bolivian Rangers FBC, pese a que en la década de 1900 aun no estaba muy desarrollado el fútbol en Bolivia. Su amor por el deporte lo llevaría años después (en 1928) a conformar el comité pro-stadium, la cual estaba encargada de la construcción del primer estadio en Bolivia (Estadio Hernando Siles inaugurado en 1930).

## Vida política
Desde muy joven, fue miembro del Partido Liberal de Bolivia (partido que se mantuvo en la presidencia del país desde 1899 hasta 1920). A los 32 años, Tejada fue elegido diputado representante por La Paz en el congreso de 1914. Tiempo después, el presidente José Gutiérrez Guerra lo nombró su ministro de finanzas en 1917, cargo que ocupó hasta el año 1918. 
En 1931, su partido unió fuerzas con el Partido Republicano Genuino de Daniel Salamanca para las elecciones generales, y Tejada juró como vicepresidente de Salamanca en marzo de ese año. Este gobierno se halló inmediatamente plagado por serias dificultades surgidas de la Gran depresión y la Guerra del Chaco con Paraguay (1932-1935). Una vez Tejada como vicepresidente de Bolivia no se distinguió, limitándose solo a acompañar al presidente Salamaca, incluso en su partido no tenía gran peso, pues el dos veces expresidente el septuagenario Ismael Montes era el verdadero líder de los liberales hasta su muerte en 1933.

## Corralito de Villamontes

Tejada Sorzano como Vicepresidente de Bolivia en 1931 (representando al Partido Liberal en el gobierno).

Las cosas cambiaron drásticamente para Tejada cuando el presidente Salamanca fue depuesto por su propio ejército el 27 de noviembre de 1934, como resultado de disputas con su alto mando sobre la conducción de la guerra. El ejército decidió mantener las apariencias democráticas y en vez de tomar el poder directamente, Tejada fue nombrado presidente después de que Salamanca fue forzado a renunciar. Fue condescendiente con los militares, que es precisamente lo que se esperaba de él.

## Presidencia
Con la presidencia de Tejada Sorzano en 1934, los liberales retornaron al poder luego de 14 años (desde 1920). Casi inmediatamente, Tejada logró obtener del Congreso la extensión de su mandato por un año para conducir al país hasta el fin de la guerra. Una serie de victorias bolivianas hacia el final del conflicto impidieron que Paraguay mantuviera el control de la mayor parte de los territorios en disputa cuando se firmó el cese del fuego en junio de 1935.
A pesar de sus buenas intenciones Tejada parece haber sido despreciado por los líderes militares bolivianos desde el principio de su mandato. Se le consideraba como parte de las élites políticas que habían llevado a Bolivia al conflicto con su demagogia irresponsable. Surgió entre el derrotado Ejército boliviano la convicción de que la debacle se explicaba como una traición hacia los soldados de parte de políticos que los lanzaron precipitadamente a la guerra, sin luego equiparlos adecuadamente para la victoria. Esta visión se hizo popular en el país, manifestándose un odio que se centró en Tejada. Mientras tanto Tejada enfrentaba la ruina económica del país, empeorada por la guerra. También lo aquejaba el conflicto con la empresa estadounidense Standard Oil por su actuación durante la guerra.

## Derrocamiento
Sin lograr avances en estos temas, los jóvenes oficiales militares vieron las condiciones suficientes para expresar su ambición, derrocando el orden constitucional. Con esto también se pretendía salvar la imagen de las fuerzas armadas, recalcándole al país que el conflicto había sido perdido por los políticos, sin aceptar que las disputas internas de los altos mandos habían causado problemas en el desempeño boliviano sobre el campo de batalla. Así Tejada Sorzano fue finalmente derrocado mediante un golpe de Estado dirigido por el Mayor Germán Busch Becerra que nombró como Presidente de facto al Coronel David Toro Ruilova el 17 de mayo de 1936.

## Datos estadísticos

### Demografía
| Población de Bolivia durante el gobierno de José Luis Tejada Sorzano | Población de Bolivia durante el gobierno de José Luis Tejada Sorzano |
| Año                                                                  | Habitantes                                                           |
| -------------------------------------------------------------------- | -------------------------------------------------------------------- |
| 1934                                                                 | 2 404 097                                                            |
| 1935                                                                 | 2 422 851                                                            |
| 1936                                                                 | 2 441 605                                                            |

## Exilio y muerte
Derrocado de la presidencia, José Luis Tejada Sorzano salió del país al exilio en Arica, Chile. Su permanencia solo fue por un pequeño lapso de tiempo, ya que un par de años después, falleció en esa misma localidad el 4 de octubre de 1938 a sus 56 años de edad.
Cabe resaltar que Tejada Sorzano fue el último presidente de Bolivia que perteneció al Partido Liberal, después de los presidentes José Manuel Pando, Ismael Montes Gamboa, Eliodoro Villazón Montaño y José Gutiérrez Guerra. Con su muerte el Partido Liberal no volvería a tener una fuerte presencia en la vida política del país desapareciendo por completo con el transcurso de los años y las décadas.
La plaza Tejada Sorzano de la ciudad de La Paz lleva su apellido en homenaje y reconocimiento a su presidencia.